# Giat
Giat é uma comuna francesa na região administrativa de Auvérnia-Ródano-Alpes, no departamento Puy-de-Dôme. Estende-se por uma área de 47,68 km². Em 2010 a comuna tinha 844 habitantes (densidade: 17,7 hab./km²).